# 中葡和好貿易條約
《中葡和好貿易條約》（或稱《中葡和好貿易章程》、《和好貿易條約》、《中葡和好貿易條約五十四款》），是指清政府與葡萄牙於1862年草簽的不平等條約。條約在天津草簽，共54款。條約第54款約定兩年後在天津換約，讓條約正式生效，及後因修改條約出現分歧而沒有成為有效的法律文件。約文原藏於中華民國外交部，現典藏於臺北外雙溪國立故宮博物院。

## 沿革
早在1846年亞馬留上任澳門總督後，已積極推行葡萄牙殖民地擴張政策，並拒絕向清政府繳納地租銀。雖然葡萄牙已大致控制澳門，卻仍缺少法律依據。1853年6月，葡萄牙任命澳門總督基瑪良士（Isidoro Francisco Guimarães）為特使與清政府展開談判，一直未果。及至1858年（咸豐八年），清政府被迫簽訂了《天津條約》，葡萄牙使臣聞訊後即到上海向清政府要求簽訂通商條約，卻遭拒絕而還。
1860年10月（咸豐十年）英法聯軍再攻破北京，咸豐帝出走，留下恭親王奕訢與英、法議和。奕訢代表清政府與英、法、俄國公使互換《天津條約》之批准書，訂立了《北京條約》。1862年（同治元年）6月基瑪良士在法國公使布爾隆幫助下抵達北京，在經安排下葡萄牙代表終與清政府委派總理各國事務大臣恆祺開展談判。葡萄牙使臣基瑪良士在調停人法國公使的協助與支持下，於8月8日在總理衙門與恆祺畫押。其後，清政府欽差大臣崇厚也在條約中畫押確認，草簽《中葡和好貿易條約》的日期為1862年8月13日。
直至1864年，清政府總理各國事務大臣薛煥在換約前奉命審視條約，才發現其內容有損中國對澳門之主權。《中葡和好貿易條約》第九款訂明“由大清國大皇帝仍任憑設立官員駐紮澳門，辦理通商貿易事務，並稽查遵守章程，但此等官員應系或旗、或漢四五品人員，其職任事權得以自由之處，均與英、法、美諸國領事等官駐札澳門、香港等處各員辦理自己公務，懸掛本國旗號無異。”由於條約將中國駐澳官員變成「諸國領事」，即近乎承認澳門地區為葡萄牙屬地。在換約前，清政府堅決要修改條約，雙方爭持不下。最後，草簽的《中葡和好貿易條約》在雙方沒有互換文件和批准下，沒有成為有效的法律文件。

## 影響
雖然《中葡和好貿易條約》沒有成為有效的法律文件，但卻成為其後簽訂《中葡和好通商條約》的歷史背景，乃西方列強侵略中國的歷史一部分。另一方面，《中葡和好貿易條約》的談判反映出昔日葡萄牙在殖民主義的有心無力，亦反映了清政府與葡萄牙外交關係的改變。

## 外部連結
- 澳門百科全書：中葡和好貿易章程
- 中华文史网：葡萄牙強佔澳門與清政府拒絕批准中葡《和好貿易條約》